# Lightning Dreamers
Lightning Dreamers ist ein Jazzalbum von Rob Mazurek und dem Exploding Star Orchestra. Die am 23. und 24. September 2021 im Studio der Sonic Ranch in Tornillo, Texas, entstandenen Aufnahmen erschienen am 31. März 2023 auf dem Label International Anthem Recording Company. Es ist das achte Album des Orchesters seit seinem Debütalbum We Are All from Somewhere Else von 2007.

## Hintergrund
Zu Mazureks Exploding Star Orchestra gehören bei diesem Album Gitarrist Jeff Parker, die Keyboarder Craig Taborn und Angelica Sanchez, der Schlagzeuger Gerald Cleaver, die Flötistin Nicole Mitchell, Schlagzeuger Mauricio Takara, sowie Damon Locks, der seine Talente in den Bereichen Elektronik und Produktion einbrachte. Die Stücke „Black River“ und „Dream Sleeper“ beinhalten Samples vom Auftritt des Exploding Star Orchestra beim Festival Sons d’hiver in Paris am 3. Februar 2022, mit Rob Mazurek, Jaimie Branch, Tomeka Reid, Thomas Roher, Ingebrigt Håker Flaten, Julien Desprez, Pasquale Mirra, Angelica Sanchez, Damon Locks, Mikel Patrick Avery, Chad Taylor und Mauricio Takara.
Der Eröffnungstitel des Albums „Future Shaman“ wurde von Jeff Parker co-produziert und enthält zusätzliche Perkussion von Mazureks langjährigem São-Paulo-Underground-Mitarbeiter Mauricio Takara sowie Synth-Bass-Spiel von Cathlene Pineda.

## Titelliste
- Rob Mazurek / Exploding Star Orchestra: Lightning Dreamers (International Anthem Recording Company IARC0065)[1]

1. Future Shaman 8:34
2. Dream Sleeper 6:16
3. Shape Shifter 5:23
4. Black River 14:10
5. White River 6:06

Die Kompositionen stammen von Rob Mazurek, die Spoken-Word-Beiträge von Damon Locks.

## Rezeption
„Mazureks kreative Vision, ungebunden und frei, hat immer das Gefühl vermittelt dass dieser dort verwurzelt zu sein scheint, wo immer er gerade zu Hause ist“, schrieb Dave Sumner in Daily Bandcamp. Seit dem Umzug nach Marfa, Texas, habe seine Musik die Anmutung eines „großen Himmels“ – eine riesige Horizontlinie, die seinen Expressionismus überspanne. Das sei bei diesem Album des Exploding Star Orchestra sicherlich der Fall. Die gleitenden Skalen des Trompeters aus Cosmic Jazz, Avantgarde, Post-Bop und Sounds, die besser unter der zweideutigen Überschrift „experimentell“ zu kategorisieren seien, würden nicht eingesetzt, um sich einzufügen, sondern einfach das Vakuum zu füllen; und sie strömten aus dem Nichts und überall her, alles auf einmal. Sich ändernde Kadenzen seien nicht an eine Richtung gebunden, und scharf definierte Melodien würden dazu neigen, plötzlich für eine Weile zu verschwinden, bevor sie später in neuer Haut, neuer Form und demselben schlagenden Puls auftauchen. Dies sei ein erstaunliches Album, manchmal umwerfend, oft überraschend.

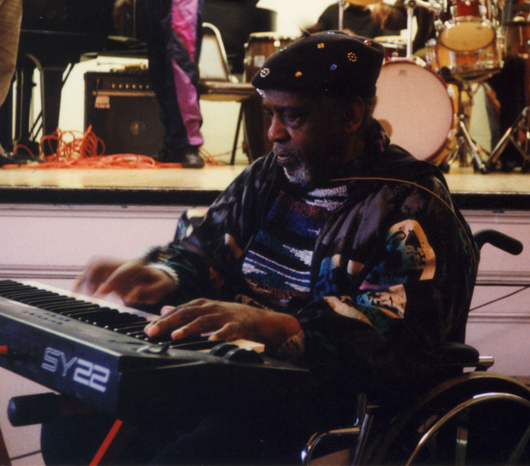
Sun Ra, Februar 1992

Nach Ansicht von Mark Corroto, der das Album in All About Jazz rezensierte, sind die Gemeinsamkeiten zwischen Rob Mazureks Exploding Star Orchestra und dem Sun Ra Arkestra zahlreich; beide Bandleader hätten die Weltraumwege mit den zu ihrer Zeit verfügbaren Technologien bereist, die durch dynamischen Rhythmus und Puls angewendet werden. Beide Bandleader seien Komponisten ihrer Zeit gewesen, dennoch hätten sie immer Musik von zeitlosem Charakter geschaffen. Die Klänge seien eine Verschmelzung von Konzepten aus dem Art Ensemble of Chicago, den elektrischen Jahren von Miles Davis und natürlich den Erkundungen Sun Ras. Auch wenn dies wichtige Marksteine seien, kreiere Mazurek seinen eigenen unverwechselbaren Sound. Wenn Sun Ra das Orakel des 20. Jahrhunderts war, sei Mazurek sicherlich der Spitzenkandidat für das 21. Jahrhundert.
Nach Ansicht von Wolf Kampmann (Jazz thing) erinnere der neueste Streich der Band an die Musik von Miles Davis in seiner „Bitches-Brew“-Phase. Allerdings sei auch diese Zuschreibung eher oberflächlich, denn bei genauerem Hinhören würde Mazurek auch ein Stück weit zu seinen eigenen Wurzeln zurückkehren, denn Sound und Strukturen erinnerten nicht wenig an die Band Isotope 217, mit der Mazurek Ende des letzten Jahrhunderts auf einem schmalen Pfad zwischen Avantgarde-Jazz und Post-Rock völlig neue Perspektiven eröffnet habe.
Rob Mazurek habe mit seinem Exploding Star Orchestra ein Album vorgelegt, das viel zu sehr auf der ewigen Wiederholung von Free-Jazz-Klischees beharre, die dem spannenden Geschehen leider im Wege stehen, meinte hingegen Søren Hansen (The Undertoner) ein. Das Album sei ein Beispiel dafür, was passiert, wenn man die Idee von Experiment und der Avantgarde zu einer festen Ausdrucksform verhärten lässt, und es zu einer ebenso starren und einfallslosen Genrekonvention werde wie die, von der aus sie zu experimentieren versuchen. Gleichzeitig würden sie den Avantgardismus heraufbeschwören, doch die Entwicklung, die ihnen als Vorreiter zugeschrieben wird – die Dekonstruktion ästhetischer Normen – sei bereits in den 1960er-Jahren erschöpft gewesen. In den Augen des Kritikers sei es nichts weiter als eine evolutionäre Sackgasse, die notgedrungen ausprobiert werden musste, die aber heute einfach nicht als experimentell oder revolutionär bezeichnet werden könne.